# جیمز هربرت
جیمز هربرت (OBE)(به انگلیسی: James Herbert) (زاده ۸ آوریل ۱۹۴۳ - درگذشه ۲۰ مارس ۲۰۱۳) نویسنده پرفروش که به خاطر نوشته‌های تخیلی‌اش مشهور بود . هربرت که کلاسیک «موش‌ها» را در ژانر وحشت نوشته
جرمی ترواتان ویراستار این نویسنده گفت: «جیمز هربرت یکی از نویسندگانی بود که در دهه‌های هفتاد و هشتاد ژانر شگفت‌انگیز مخصوص به خود را داشت. فروش بسیار زیاد کتاب‌های او شاهد واقعی بر خلاقیت اوست.»
داستان‌های او که جزو ژانر کلاسیک محسوب می‌شد، در طول زندگی و تا زمان مرگ وی جزو محبوب‌ترین افسانه‌های قرن بیستم بودند که همین موضوع او را از سایر نویسندگان زمان خود کاملاً مجزا می‌کرد.
رمان‌های هربرت طی دهه‌های اخیر میلیون‌ها خواننده را در فضاهایی آکنده از موجودات فراطبیعی یا دنیایی مورد تهدید از سوی سلاح‌های اتمی مرگبار دچار ترس و وحشت ساخته‌اند.
طی سال‌های دهه هفتاد موفقیت رمان‌هایی نظیر «مه و کنام» در بازار کتاب و انتشار صدها هزار جلد در کشورهای انگلیسی زبان شهرتی فراوان برای هربرت رقم زدند.
رمان «اش» آخرین اثر جیمز هربرت است. نام رمان از کاراکتری از رمان‌های دیگر نویسنده گرفته شده است.
به گفته ناشرش پن مک میلان، وی در ۲۰ مارس ۲۰۱۳ در ساسکس در سن ۶۹ سالگی درگذشت.
- «موش‌ها»[۱]
- «مه»
- «اش»